# Bulbophyllum pygmaeum
Bulbophyllum pygmaeum es una especie de orquídea epifita  originaria de  	 Nueva Zelanda.

## Descripción
Es una orquídea de pequeño tamaño, con hábitos epifita  o litófita con pseudobulbos globosos, arrugados con  de edad que llevan una sola hoja, apical, ovada  a oblonga con la superficie rugosa por encima. Florece a finales de primavera y principios del verano en una basal inflorescencia, corta, sencilla que lleva flores de corta duración.

## Distribución y hábitat
Se encuentra en Nueva Zelanda y la isla Stewart en la costa y en los bosques montanos en los troncos y ramas cubiertas de líquenes, bien iluminadas, ocasionalmente se ve en las rocas como un tamaño diminuto, formando grupos.

## Taxonomía
Bulbophyllum pygmaeum fue descrita por (Sm.) Lindl. y publicado en The Genera and Species of Orchidaceous Plants 58. 1830.
Etimología
Bulbophyllum: nombre genérico que se refiere a la forma de las hojas que es bulbosa.
pygmaeum: epíteto latino que significa "pequeña, pigmea".
Sinonimia
- Bulbophyllum ichthyostomum Colenso
- Dendrobium pygmaeum Sm.
- Ichthyostomum pygmaeum (Sm.) D.L.Jones, M.A.Clem. & Molloy
- Phyllorchis pygmaea (Lindl.) Kuntze
- Phyllorkis pygmaea (Sm.) Kuntze[4][5]